# Poppa von Bayeux

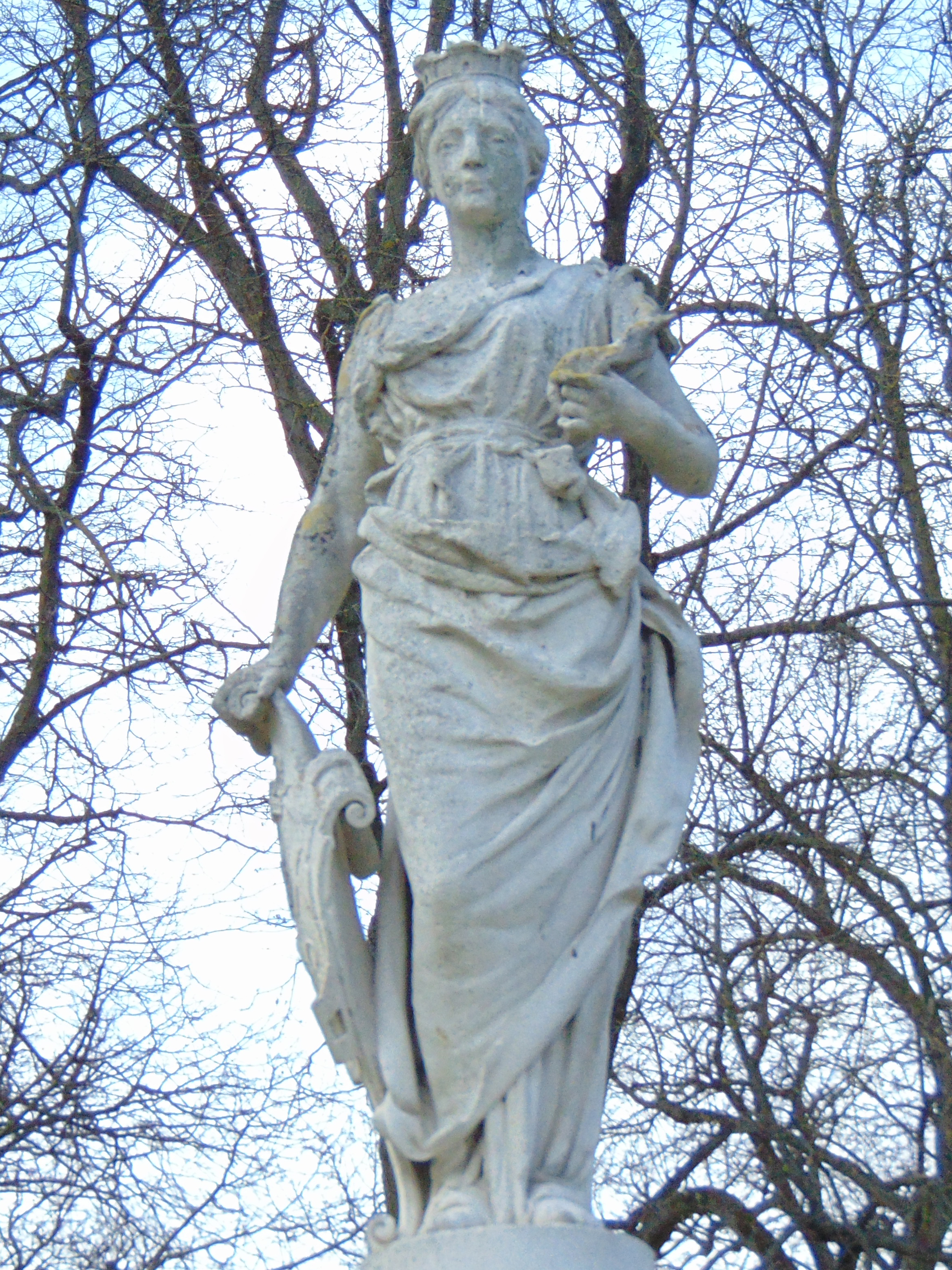
Statue von Poppa, Bayeux

Poppa von Bayeux (in den Quellen Popa geschrieben) war die Ehefrau oder frilla (More danico) des Normannen Rollo (* wohl 846, † 931).

## Nachkommen
Poppa und Rollo hatten mindestens zwei Kinder:
- Wilhelm Langschwert (* 900/905[2], † ermordet am 17. Dezember 942), Graf von Rouen
- Gerloc, die auf den Namen Adele getauft wurde († nach 969)

## Herkunft
Poppas Herkunft ist nicht gesichert, da drei Überlieferungen vorhanden sind, von denen bereits im 11. Jahrhundert bekannt war, dass sie sich widersprechen:
- Die den Ereignissen am nächsten liegende Aussage zu Poppa (bzw. der hier namenlosen Mutter Wilhelm Langschwerts) stammt aus dem 10. Jahrhundert und einem Klagelied zum Tod Wilhelms, dem zufolge er jenseits des Meeres („transmarinus“) als Kind eines (damals noch) heidnischen Vaters und einer christlichen Mutter geboren wurde.[3] Der Historiker Jean Renaud vertritt auf dieser Basis die Ansicht, dass Poppa eine Konkubine Rollos war, die als Schafhirtin von den Hebriden kam.[4]
- Der Chronico Rotomagensi und den Annales Rotomagensi (11. Jahrhundert) folgend war Poppa die Tochter des Grafen Guido (Gui, Wido) von Senlis und Schwester des Grafen Bernhard von Senlis, die Rollo nach dem Tod seiner Ehefrau Gisla im Jahr 913 heiratete, beider Sohn ist Wilhelm Langschwert[5]. In dieser Überlieferung tritt Bayeux als Herkunftsort Poppas nicht auf.
- Diesen findet man lediglich in der dritten Überlieferung. Dudo von Saint-Quentin, der erste Chronist der Normandie, berichtet in seinen 1015–1026 abgefassten De moribus et actis primorum Normanniae ducum, dass Rollo Poppa geheiratet habe, die Tochter des Grafen Berengar, und dass Wilhelm das gemeinsame Kind sei[6], aber auch, dass Bernhard von Senlis der Bruder der Mutter Wilhelm Langschwerts gewesen sei,[7] eine Kombination, die nicht möglich ist, da Bernhard von Senlis nicht der Sohn Berengars ist.[8]

Dudo von Saint-Quentin erhielt seine Informationen weitgehend – wie er selbst schreibt – als mündlichen Bericht von Raoul d’Ivry, Graf von Bayeux und durch die gemeinsame Mutter Sprota ein Halbbruder von Rollos Enkel Richard I. Die Berichte Dudos sind als fehlerbehaftet bekannt, werden daher von einigen Forschern generell als wenig zuverlässig gesehen und bis zu Rollos Sesshaftigkeit in der Normandie, also bis zum Jahr 911, als Fantasiegebilde abgelehnt, wovon auch die Geschichte der Poppa „von Bayeux“ aus den 880er Jahren betroffen wäre.
Die späteren Chronisten Wilhelm von Jumièges († nach 1070), Ordericus Vitalis († 1142) und Wace († nach 1174) stützen sich auf Dudo, weichen in Details zum Teil ergänzend ab. Nach Wilhelm von Jumièges war Poppa die Tochter eines Adligen namens Berengar und wurde von Rollo bei der Eroberung Bayeux‘ entführt, der sich danach mit ihr „nach Art der Dänen“ („More danico“) verband, wobei er als Nachkommen außer Wilhelm auch eine Tochter Gerloc erwähnt. Ordericus Vitalis berichtet, dass Rollo Bayeux erobert, dessen Grafen Berengar getötet und Berengars Ehefrau und Tochter Poppa entführt habe; an anderer Stelle datiert er die Eroberung von Bayeux auf das Jahr 886 und erwähnt, dass Rollo Poppa geheiratet habe.
Die Widersprüchlichkeiten in den drei Überlieferungen waren bereits im 11. Jahrhundert aufgefallen.
- Wilhelm von Jumièges berichtet (angesichts des Raubs Poppas 886 und des Berichts von Rollos Witwenschaft und Heirat mit Poppa im Jahr 913), dass Rollo Poppa verstoßen, später aber ein zweites Mal geheiratet habe[14].
- Robert von Torigni kombiniert die Informationen dahingehend, dass Poppa die Tochter Berengars von Bayeux und Enkelin Guis von Senlis gewesen sei[15].

Auch in der aktuellen Forschung gibt es zahlreiche Versuche, die Widersprüche durch Interpretation der Angaben in den Griff zu bekommen.
- Bernhard von Senlis sei nicht der Bruder, sondern der Schwager Berengars gewesen, d. h. der Ehemann einer Tante mütterlicherseits Wilhelms – eine Ausdehnung des Begriffs „avunculus“ auf den angeheirateten Onkel[16].
- Dudo von Saint-Quentin habe Poppa mit Sprota, der Konkubine Wilhelms verwechselt, die tatsächlich aus der Bretagne stammt[17].
- Berengars Witwe heiratete den Grafen Guido von Senlis, dessen Stieftochter Poppa somit wurde. Bernhard von Senlis wäre damit als Halbbruder der Mutter der „Halbonkel“ mütterlicherseits Wilhelms[18].
- Dudos Bericht (und der seiner Nachfolger) sei abzulehnen, das Klagelied die Chroniken aus Rouen hingegen gäben die tatsächlichen Ereignisse wider: um 905 sei Rollo der Vater Wilhelms geworden, die Mutter habe vielleicht Popa geheißen, Tochter des Grafen Guido von Senlis und Schwester des Grafen Bernhard von Senlis (womit eine Ehefrau Gisla ebenfalls abgelehnt wird)[19].

## Weblink
- Poppa von Bayeux bei Medieval Lands